# Pendleton (Oregon)
Pendleton – miasto w Stanach Zjednoczonych, w stanie Oregon, w hrabstwie Umatilla.